# Cordyla haraka
Cordyla haraka é uma espécie de legume da família Leguminosae.
Apenas pode ser encontrada em Madagáscar.